# Бык Осборна
Бык Осборна (несколько реже: бык Осборне или бык Осборн; исп. Toro de Osborne) — изображение характерного чёрного силуэта боевого быка, являющееся эмблемой хересного бренди Veterano и одновременно считающееся неофициальным национальным символом Испании.

## История

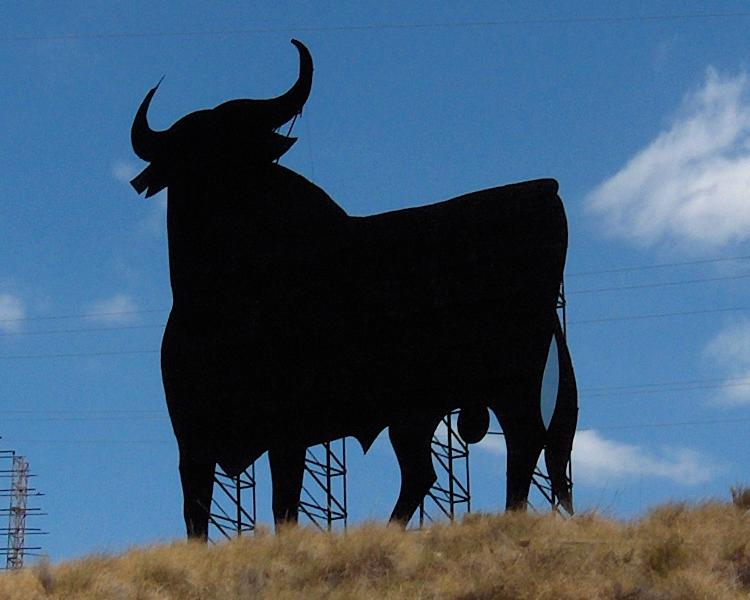
Бык Осборна, установленный в провинции Аликанте

В 1956 году рекламное агентство Sahuquillo разработало эмблему для хересного бренди «Veterano», производимого Торговым домом «Osborne». Эмблему предполагалось использовать как на этикетках бутылок, так и на рекламных щитах, установленных вдоль автомобильных дорог. Созданное дизайнером Маноло Прието (исп. Manolo Prieto) изображение боевого быка остаётся неизменным по сей день.
В ноябре 1958 года вдоль испанских автострад были установлены первые фигуры быков. Чёрные силуэты были изготовлены из дерева, их высота составляла 4 метра, а на боку быков находилась выполненная белой краской надпись Veterano.

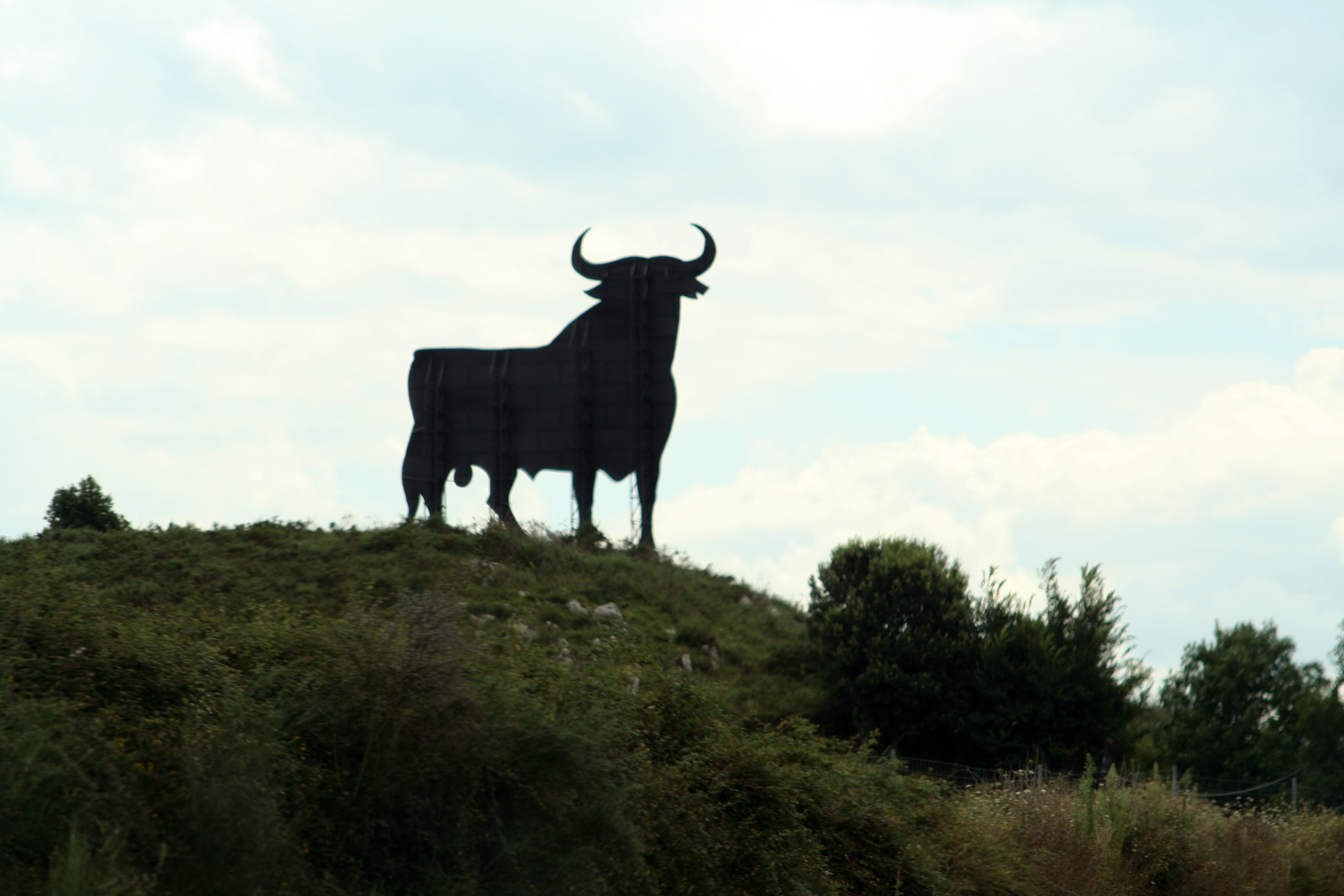
Бык Осборна, установленный в провинции Астурия

В 1961 году фигуры быков начали делать из листового металла, чтобы избежать повреждений, вызываемых погодными условиями. Тогда же высота быков была увеличена до 7 метров.

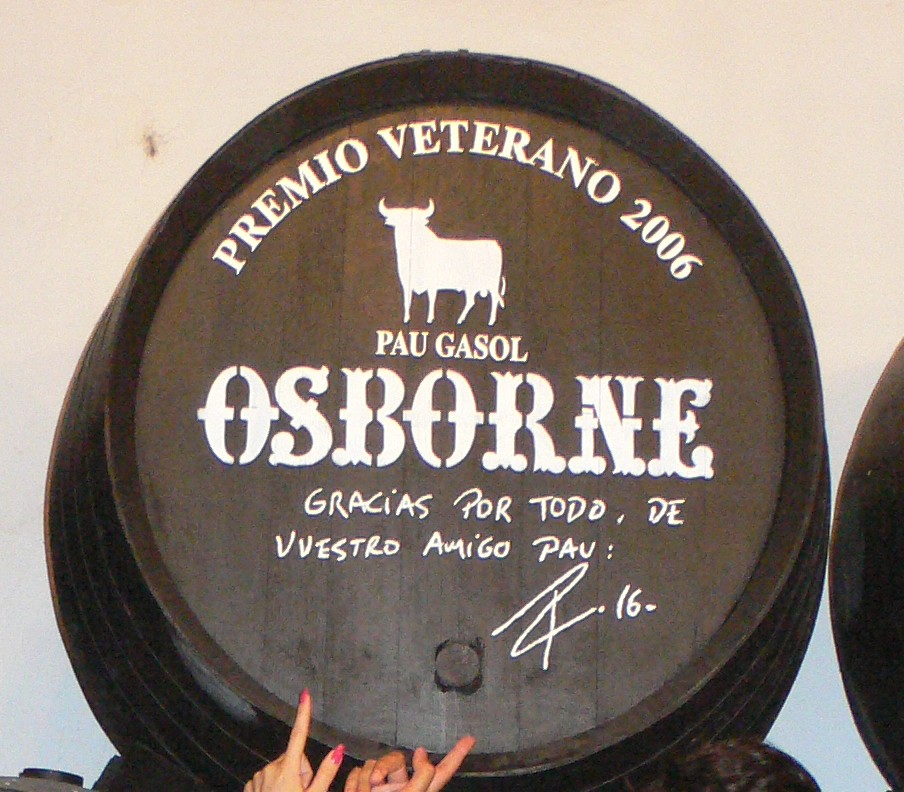
Бочка бренди «Veterano» с изображением быка Осборна и автографом испанского баскетболиста Пау Газоля в погребах Эль-Пуэрто-де-Санта-Мария

В 1962 году в Испании был принят первый закон о рекламе на дорогах, в котором говорилось, что рекламные щиты должны быть расположены на расстоянии не менее 125 метров от дороги. Удалённые на такое значительное расстояние от дорог силуэты быков стали менее различимы, и, чтобы исправить создавшееся положение, высоту фигур увеличили до 14 метров.
В 1988 году новый закон запретил любую рекламу вдоль дорог, поэтому название торговой марки Veterano на бычьих боках было закрашено, но сами фигуры быков остались стоять на холмах возле автострад.
В 1994 году вступил в силу Общий регламент автомобильных дорог, согласно которому должны были быть убраны все без исключения рекламные щиты вдоль автострад. Однако различные автономии Испании, многочисленные муниципалитеты, культурные ассоциации, артисты, политики и СМИ выступили в поддержку сохранения фигур. Были организованы сборы подписей под требованием признать быка «культурным и художественным символом страны», чтобы таким образом вывести его из-под требований закона о рекламе. Правительство Андалусии потребовало признать быка «культурной ценностью», правительство Наварры приняло специальный закон, разрешающий размещение быков Осборна возле дорог автономии.
В ноябре 1994 испанский конгресс депутатов принял специальный закон, признающий быка «культурным и художественным элементом испанского пейзажа».
В декабре 1997 года Верховный суд Испании прекратил многолетнюю «корриду» с быком и признал силуэт частью культурного наследия страны: «они (быки) уже потеряли свой изначальный рекламный смысл и полностью слились с пейзажем; основанием для их сохранения служит безусловный эстетический или культурный интерес, который они представляют».
Начиная с 1998 года, после того, как бык Осборна был признан неофициальным национальным символом Испании, единственная фигура быка, установленная на территории Каталонии (в Эль-Брук), неоднократно подвергалась вандализму и демонтажу со стороны борцов за независимость Каталонии от Испании. В дальнейшем политическая борьба за независимость Каталонии привела к созданию собственного символа Каталонии — каталонского осла.

## В настоящее время
Сейчас в Испании существует лишь два изображения быка с надписью Veterano. Оба они находятся в провинции Кадис, в Андалусии: одно в аэропорту Херес-де-ла-Фронтера, другое — неподалёку от города Эль-Пуэрто-де-Санта-Мария, в котором расположен головной офис торгового дома Osborne.
В Эль-Пуэрто-де-Санта-Мария также располагаются мастерские братьев Хосе и Феликса Техада Прието (исп. José y Félix Tejada Prieto), на чьём попечении находятся фигуры быков Осборна.
Невзирая на запрет использования изображения быка в коммерческих целях и на показательные судебные процессы в 2005 и 2006 году, в ходе которых владельцы Торгового дома «Osborne» доказали эксклюзивное право на использование силуэта быка, сувениры с национальным символом повсеместно продаются в туристических центрах Испании. Изображение быка Осборна, размещённое на испанском флаге, широко используется спортивными болельщиками.

## Местоположение быков
В настоящее время на территории Испании находится 91 бык Осборна.
| Регион              | Количество | Регион        | Количество |
| ------------------- | ---------- | ------------- | ---------- |
| Андалусия           | 23         | Эстремадура   | 5          |
| Арагон              | 6          | Галисия       | 5          |
| Астурия             | 5          | Мадрид        | 2          |
| Балеарские острова  | 1          | Мелилья       | 1          |
| Канарские острова   | 1          | Мурсия        | 0          |
| Кастилия — Ла-Манча | 13         | Наварра       | 1          |
| Кастилия и Леон     | 14         | Риоха         | 2          |
| Кантабрия           | 0          | Валенсия      | 11         |
| Каталония           | 0          | Страна Басков | 1          |
| Сеута               | 0          | ВСЕГО         | 91         |

## Интересные факты
- Торговый дом «Osborne» был основан в 1772 году и является одной из старейших компаний в мире, существующих по сей день[6].
- При высоте 14 метров вес фигур быков Осборна составляет около 4 тонн, а площадь — около 150 м²[2].